# 3-Heptanol
3-Heptanol ist eine chirale chemische Verbindung aus der Gruppe der Alkohole. Neben dem 3-Heptanol existieren weitere Isomere, zum Beispiel das 1-Heptanol, 2-Heptanol und 4-Heptanol. Es gibt insgesamt 39 Heptanole, die konstitutionsisomer zueinander sind.

## Vorkommen
3-Heptanol kommt natürlich in vielen Pflanzen wie Rooibos (Aspalathus linearis), Bananen, Cranberry, Papaya, (frittierten) Kartoffeln, Tee (Camellia sinensis), Garten-Senfrauke (Eruca sativa), Pfefferminze (Mentha x piperita), Grüner Minze (Mentha spicata) und daraus hergestelltem Minzöl sowie Kaffee vor.
Daneben findet es sich in verarbeiteten Lebensmitteln und Spirituosen wie Malz, Butter, gekochtem, gebratenem oder gegrilltem Rindfleisch, Scotch und Weinbrand, wie Cognac und Brandy.

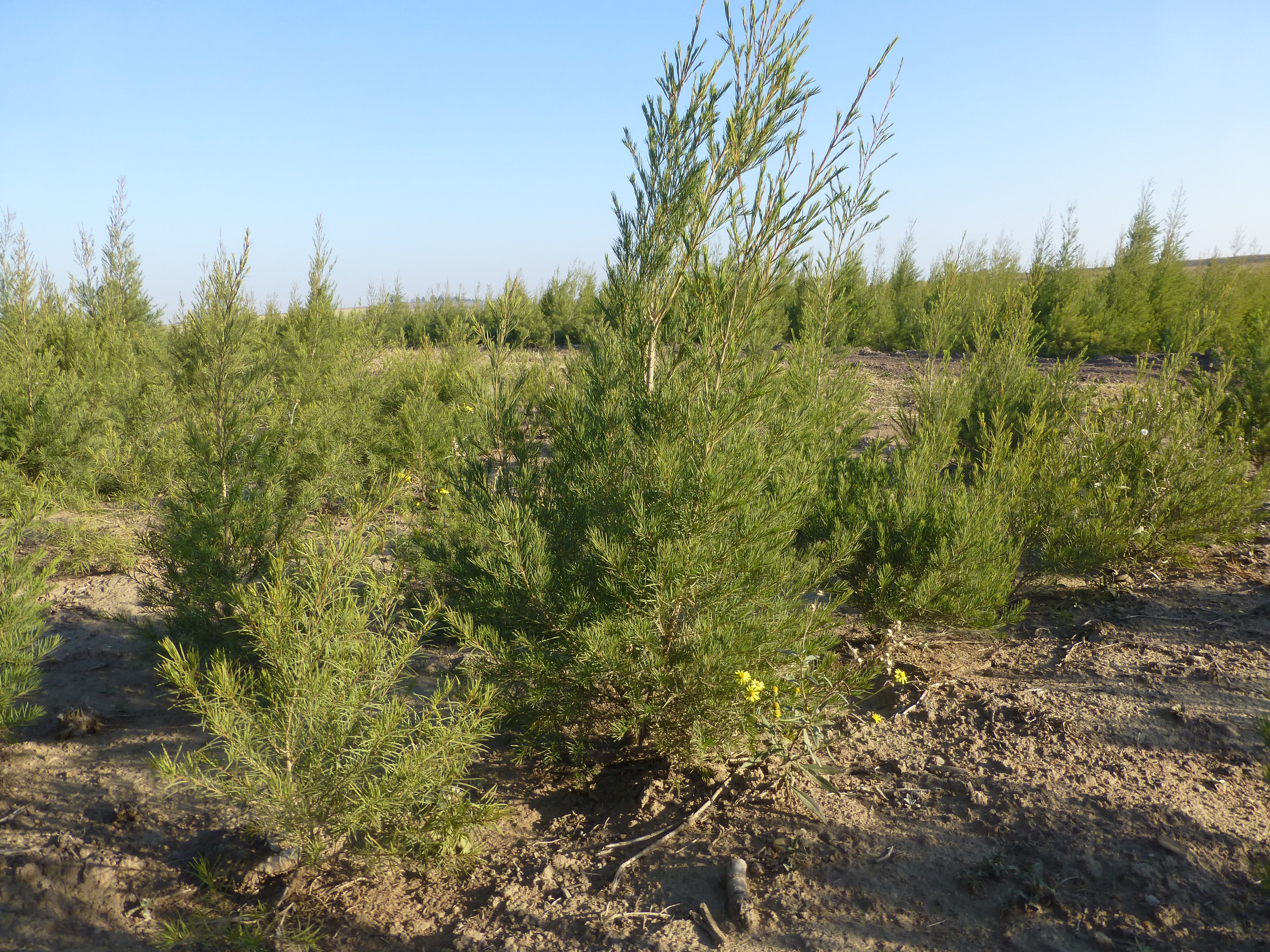
Rooibos
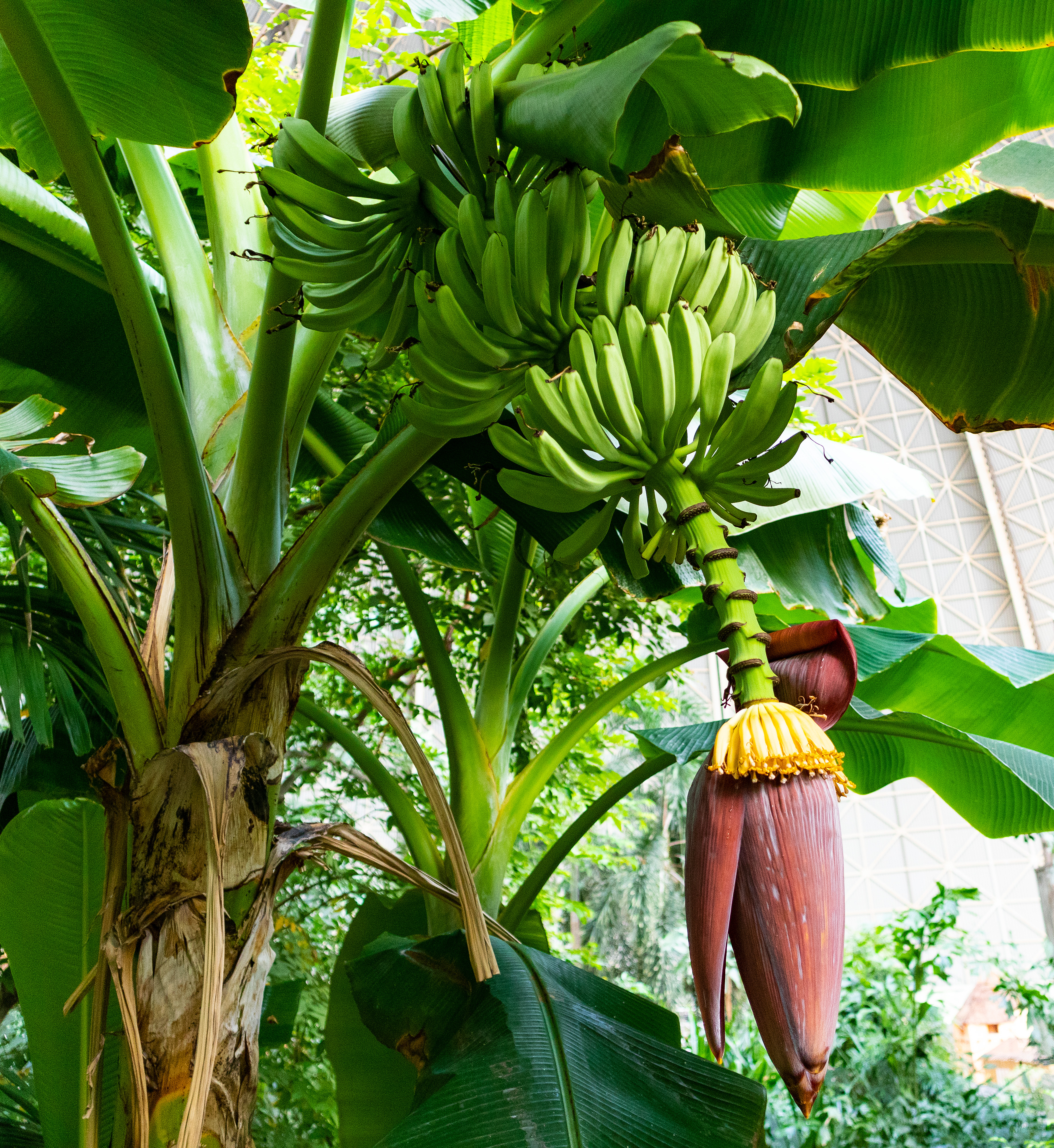
Bananen
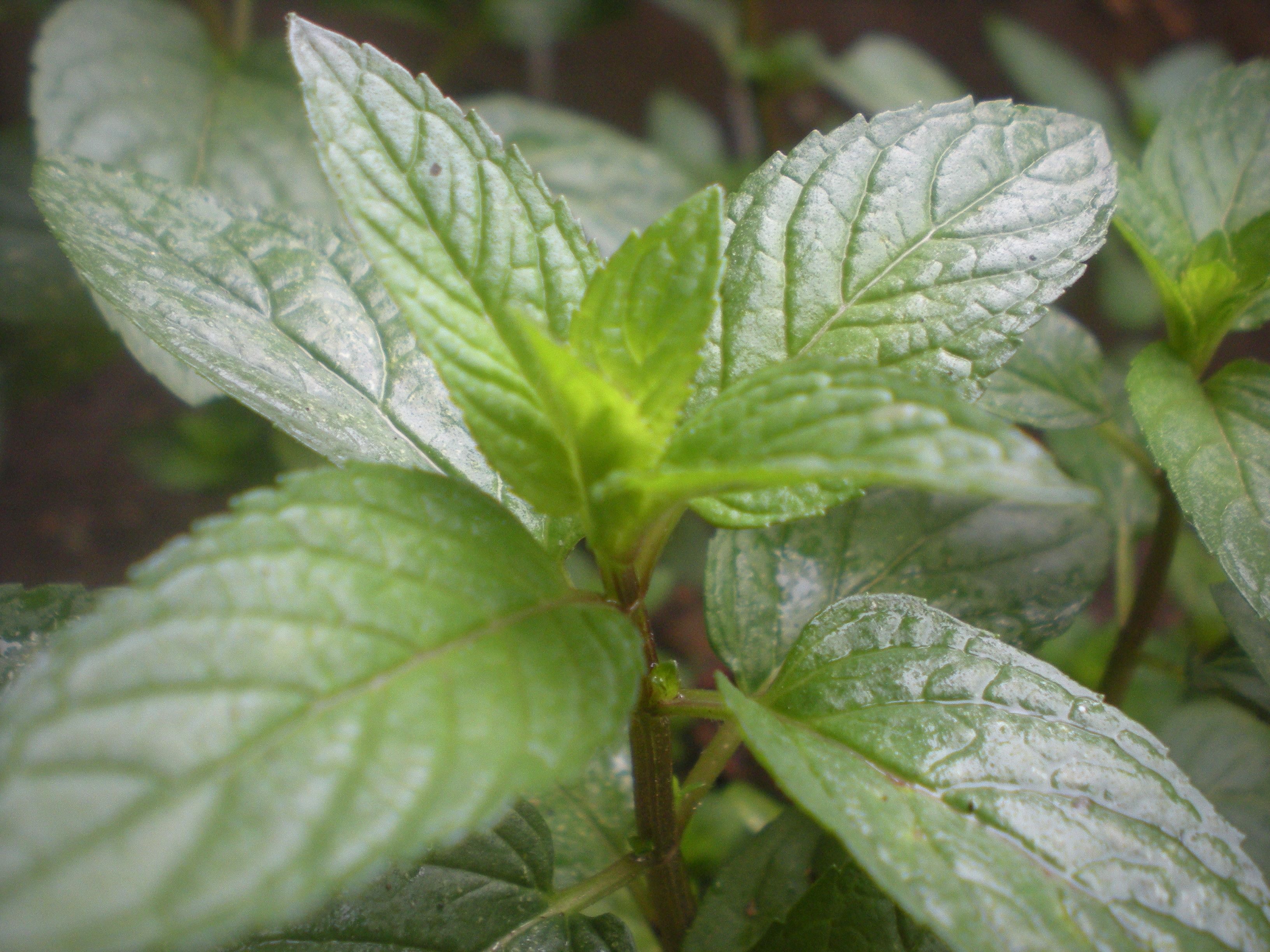
Pfefferminze
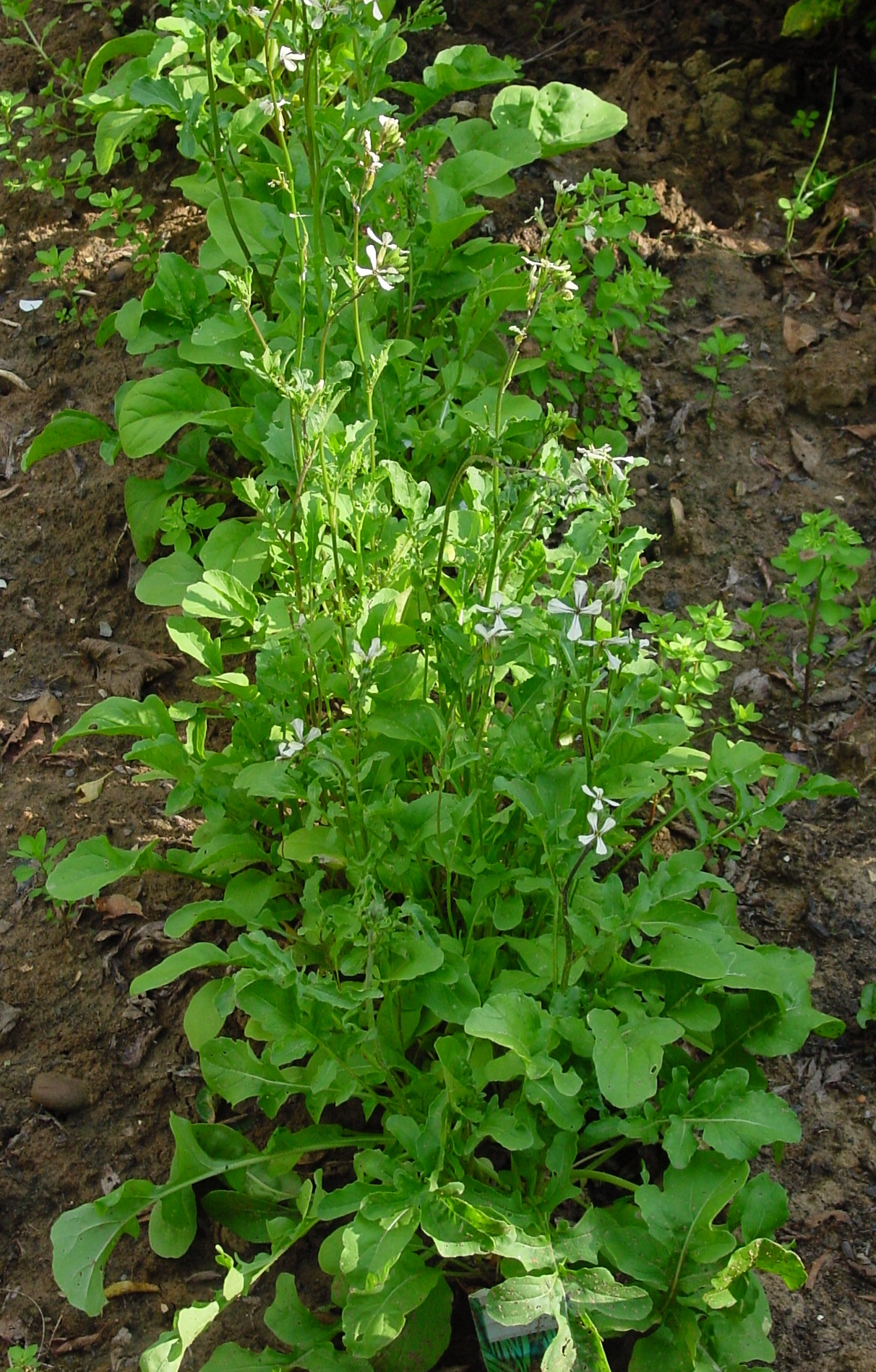
Garten-Senfrauke
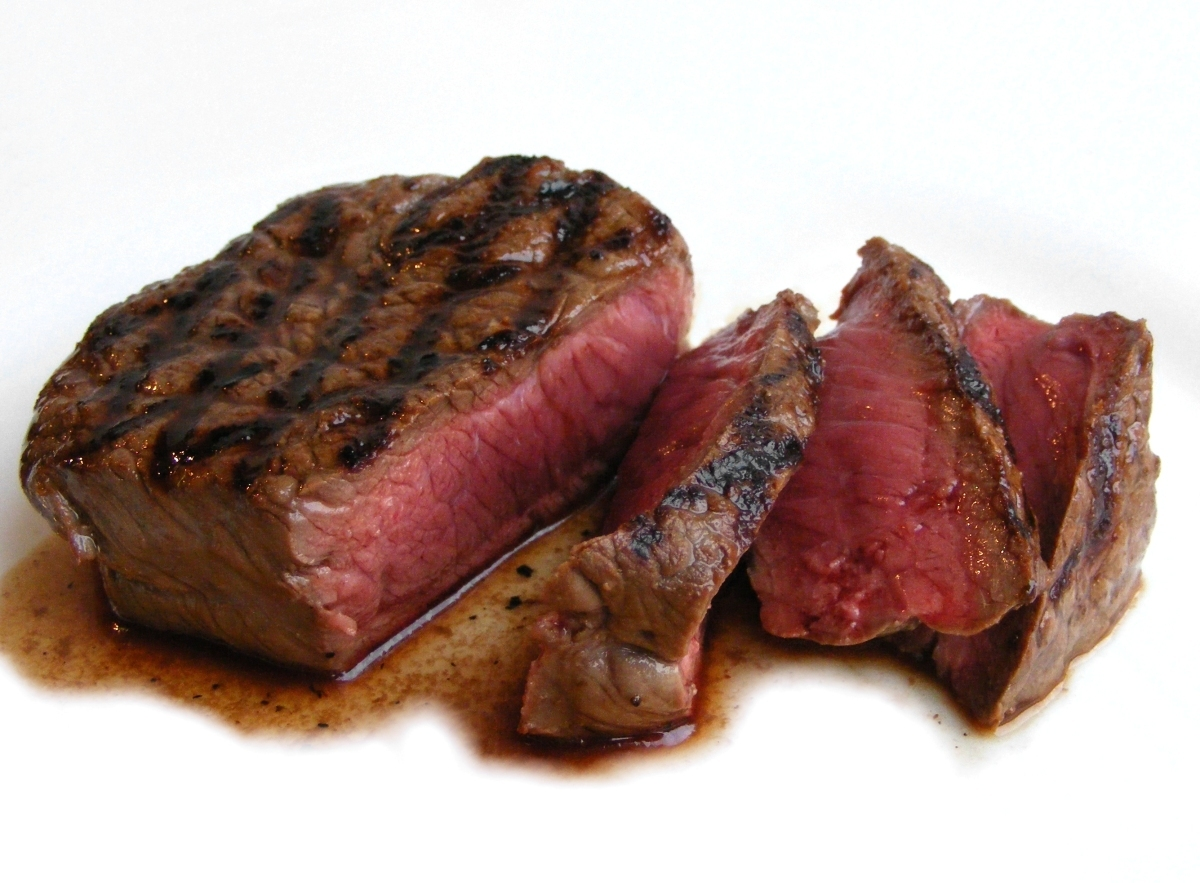
Verarbeitetes Rindfleisch

## Gewinnung und Darstellung
3-Heptanol kann durch katalytische Hydrierung von 3-Heptanon gewonnen werden.

## Eigenschaften
3-Heptanol ist eine wenig flüchtige, entzündbare, farblose Flüssigkeit, die schwer löslich in Wasser ist. Der Alkohol hat einen stark krautartigen Geruch und einen stechenden, leicht bitteren Geschmack.

## Sicherheitshinweise
Die Dämpfe von 3-Heptanol können mit Luft ein explosionsfähiges Gemisch (Flammpunkt 60 °C) bilden. Die untere Explosionsgrenze liege bei 0,91 % (44 g/m3.